# James Inhofe
James Mountain Inhofe (17. listopadu 1934, Des Moines, Iowa – 9. července 2024, Tulsa, Oklahoma) byl americký politik za Republikánskou stranu. Mezi lety 1994–2023 byl senátorem USA za stát Oklahoma. V letech 1987–1994 byl poslancem Sněmovny reprezentantů, v níž zastupoval Oklahomu za první kongresový okres. Také byl starostou města Tulsa v letech 1978–1984 a v letech 1969–1977 působil v kongresu Oklahomy.
Inhofe byl konzervativním republikánským politikem, který proslul svým projevem o klimatu v roce 2003, v němž prohlásil, že řeč o „člověkem způsobeném globální oteplování je největším podvodem, který kdy byl spáchán na americkém lidu.“ Jako popírač klimatických změn přirovnal v roce 2006 odbornou veřejnost varující před globálním oteplováním k nacistům a americkou Agenturu pro ochranu životního prostředí ke gestapu.
V roce 2020 byl zvolen do svého šestého volebního období, které, jak avizoval, mělo být jeho poslední. V únoru 2022 oznámil, že z rodinných důvodů v lednu příštího roku rezignuje. Jeho nástupcem byl v mimořádných volbách v listopadu 2022 zvolen republikán Markwayne Mullin.